# Roerichiora clara
Roerichiora clara is een vlinder uit de familie van de houtboorders (Cossidae). De wetenschappelijke naam van de soort werd voor het eerst geldig gepubliceerd in 1950 door Bryk als Xyleutes clara